# 유대 대백과사전

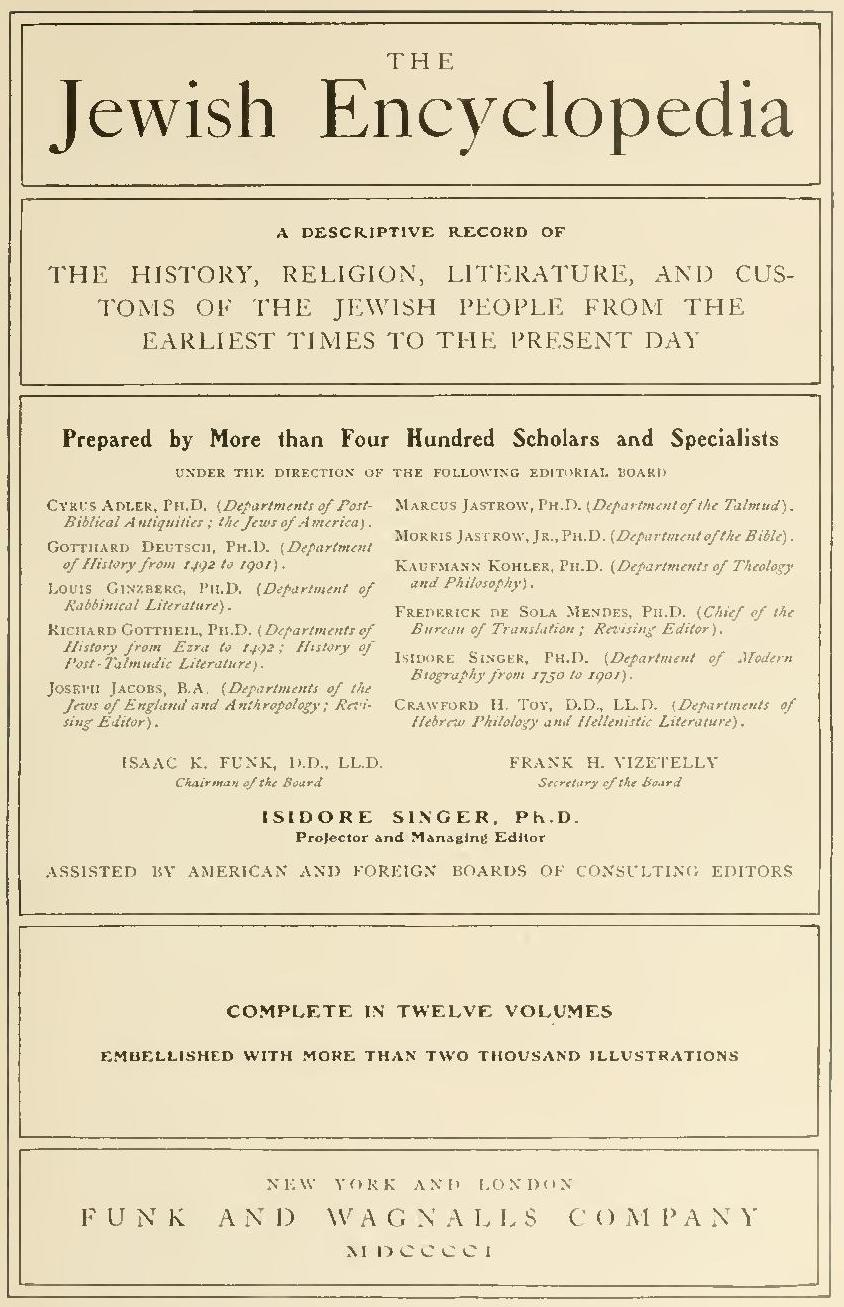

유대 대백과사전(Jewish Encyclopedia)은 1901년에서 1906년까지 편찬되던 유대인 역사와 문학에 관련된 백과사전이었다. 총 12권의 15,000개 항목을 포함했으며 유대교와 유대인에 대한 기록과 역사를 적은 것이었다. 이제는 온라인으로 볼 수 있다.
1900년대 초의 것이지만 유대 민족의 역사를 공부하는 사람에게라면 가치가 상당히 높은 것이라는 것이 토론토 대학의 제니 멘델슨 교수의 말이다.
편집 전 원본 문헌이 웹사이트에서 검색 가능하며 상당수의 사진이 JPEG 형식으로 등재돼 있다. 유니코드로도 열람이 가능하다.
검색에는 약간의 어려움이 있는데 검색 부호로 정확히 기록되거나 히브리어나 아랍어가 제대로 입력되지 않기 때문인 경우가 많다.

## 참고 자료
- Singer, Isidore; Adler, Cyrus; (eds.) et al. (1901-1906) The Jewish Encyclopedia, Funk and Wagnalls, New York
- http://www.jewishencyclopedia.com